# Адар-Йейл
Адар-Йейл, Блок 3, 7 (англ. Adar/Yale) - нефтяное месторождение Южного Судана, которое расположено на северо-востоке страны, в штате Верхний Нил. Открыто в 1981 году. Разработка месторождения началась в марте 1997 года. Начальные запасы нефти оцениваются в 150 млн. тонн.
В настоящее время существует магистральный нефтепровод – от месторождений Блоков 3 и 7 к нефтеперерабатывающему заводу близ Хартума (Ал-Джейли), а дальше в Порт-Судан.
Оператором месторождения является совместная компания Greater Nile Petroleum Operating Company, туда входит китайская нефтяная компания CNPC (41%), малайзийская нефтяная компания Petronas (35%), китайская нефтяная компания Sinopec (6%), суданская нефтяная компания Sudapet (9%) и частное лицо аль-Тхани из ОАЭ (9%). Добыча нефти в 2009 году составила 12 млн. тонн.